# بطولة آسيا لألعاب القوى داخل الصالات 2018
بطولة آسيا لألعاب القوى داخل الصالات 2018 هي النسخة الثامنة من بطولة آسيا لألعاب القوى داخل الصالات الدولية لألعاب القوى بين الدول الآسيوية. أقيمت في مجمع آفتاب إنجلاب الرياضي في طهران بإيران، في الفترة ما بين 1 و3 فبراير.
تصدرت كازاخستان جدول الميداليات، حيث فازت بـ 12 ميدالية منها 7 ذهبية، متقدمة على الدولة المضيفة إيران، وقطر.

## النتائج

### رجال
| Event             | الذهبية                                                                | الذهبية      | الفضية                                                                             | الفضية      | البرونزية                                                      | البرونزية   |
| ----------------- | ---------------------------------------------------------------------- | ------------ | ---------------------------------------------------------------------------------- | ----------- | -------------------------------------------------------------- | ----------- |
| 60 متر            | حسن تفتيان (IRI)                                                       | 6.51 ر.ب ر.و | توسين أوغونودي (QAT)                                                               | 6.63        | إلاككياداسان كاناداسان (IND)                                   | 6.67 ر.و    |
| 400 متر           | عبد الإله هارون (QAT)                                                  | 46.37        | يوسف كرم (منافس ألعاب قوى) (KUW)                                                   | 46.66       | محمد ناصر عباس (QAT)                                           | 46.76       |
| 800 متر           | أبو بكر حيدر عبد الله (QAT)                                            | 1:51.98      | بجمان يارولي (IRI)                                                                 | 1:52.80     | إبراهيم الظفيري (KUW)                                          | 1:52.97     |
| 1500 متر          | أمير مرادي (IRI)                                                       | 3:53.78      | ياسر سالم باغراب (QAT)                                                             | 3:53.92     | علي فهيمي (IRI)                                                | 3:54.00     |
| 3000 متر          | حسين كيهاني (IRI)                                                      | 8:37.68      | ياسر سالم باغراب (QAT)                                                             | 8:38.02     | همايون همتي (IRI)                                              | 8:38.97     |
| 60 متر حواجز      | عبد العزيز المنديل (KUW)                                               | 7.71         | سينغ جيانهانغ (CHN)                                                                | 7.74        | هيديكي أومورو (JPN)                                            | 7.81        |
| تتابع 4 × 400 متر | قطر · عبد الرحمن صامبا · محمد ناصر عباس · محمد النور · عبد الإله هارون | 3:10.08      | كازاخستان · أندريه سوكولوف (رياضي) · سيرجي زايكوف · دميتري كوبلوف · ميخائيل ليتفين | 3:11.68 ر.و | إيران · علي خديور · رضا كاشف · مهدي رحيمي (رياضي) · سجاد هاشمي | 3:11.74 ر.و |
| الوثب العالي      | معتز عيسى برشم (QAT)                                                   | 2.38         | كيوان قنبر زاده (IRI)                                                              | 2.15        | محمد الأمين حمدي (QAT)                                         | 2.15        |
| القفز بالزانة     | نيكيتا فيليبوف (KAZ)                                                   | 5.20         | محمد بني آدم (IRI)                                                                 | 5.20        | علي الصباغة (KUW)                                              | 5.00        |
| الوثب الطويل      | شي يوهاو (CHN)                                                         | 8.16         | لين هونغ مين (TPE)                                                                 | 7.72        | جاناكا ويمالاسيري (SRI)                                        | 7.67        |
| الوثب الثلاثي     | خالد سعيد السبيعي (KUW)                                                | 16.26        | كمالراج كاناغاراج (IND)                                                            | 16.23       | وحيد صديق (IRI)                                                | 15.96       |
| دفع الثقل         | علي ثمري (IRI)                                                         | 19.42        | تاجندر بال سينغ تور (IND)                                                          | 19.18       | وو جياشينغ (CHN)                                               | 18.81       |
| السباعي           | ماجد الزيد (KUW)                                                       | 5228         | ميلاد ميري (IRI)                                                                   | 4842        | علي محبي (IRI)                                                 | 4728        |

### سيدات
| Event             | الذهبية                                                                             | الذهبية  | الفضية                                                       | الفضية      | البرونزية                               | البرونزية |
| ----------------- | ----------------------------------------------------------------------------------- | -------- | ------------------------------------------------------------ | ----------- | --------------------------------------- | --------- |
| 60 متر            | ليانغ شياوجينغ (CHN)                                                                | 7.20 ر.ب | فيكتوريا زيابكينا (KAZ)                                      | 7.39        | فرزانة فصيحي (IRI)                      | 7.44      |
| 400 متر           | سفيتلانا غولندوفا (KAZ)                                                             | 53.28    | إيلينا ميخينا (KAZ)                                          | 53.49       | أوباماليكا والاوي (SRI)                 | 54.90     |
| 800 متر           | وانغ تشونيو (CHN)                                                                   | 2:09.30  | هو تشي ينغ (رياضية) (CHN)                                    | 2:10.81     | نيمالي لياناراتشي (SRI)                 | 2:10.83   |
| 1500 متر          | غايانثيكا أبيراثن (SRI)                                                             | 4:26.83  | تاتيانا نيروزناك (KAZ)                                       | 4:28.20     | نغوين ثي أوانه (VIE)                    | 4:28.87   |
| 3000 متر          | تاتيانا نيروزناك (KAZ)                                                              | 9:33.65  | غولشانوي ساتاروفا (KGZ)                                      | 9:48.03     | نغوين ثي أوانه (VIE)                    | 9:48.48   |
| 60 متر حواجز      | أيغيريم شينازبيكوفا (KAZ)                                                           | 8.32     | إلناز كمباني (IRI)                                           | 8.46 ر.و    | سارة ندافي (IRI)                        | 8.87      |
| تتابع 4 × 400 متر | كازاخستان · سفيتلانا غولندوفا · أدلينا أخميتوفا · فيكتوريا زيابكينا · إيلينا ميخينا | 3:41.67  | إيران · مريم محبي · فائزة نسائي · إلهام كاكولي · زهراء مرادي | 3:51.39 ر.و | تركمانستان · ? · ? · ? · ماريا روزيموفا | 3:58.81   |
| الوثب العالي      | نادية دوسانوفا (UZB)                                                                | 1.87     | سبيده توكلي (IRI)                                            | 1.80        | ناديجدا دوفيتسكايا (KAZ)                | 1.80      |
| القفز بالزانة     | أناستاسيا يرماكوفا (رياضية) (KAZ)                                                   | 3.70     | مهسا ميرزا طبيبي (IRI)                                       | 3.50        | سارة كريمي (IRI) نيلوفر فشخوراني (IRI)  | 2.40      |
| الوثب الطويل      | بوي ثي ثو ثاو (VIE)                                                                 | 6.20     | نايانا جيمس (IND)                                            | 6.08        | نينا فاراكيل (IND)                      | 6.06      |
| الوثب الثلاثي     | إيرينا إكتوفا (KAZ)                                                                 | 13.79    | شينا فاركي (IND)                                             | 13.37       | بوي ثي ثو ثاو (VIE)                     | 13.22     |
| دفع الثقل         | إيلينا سموليانوفا (UZB)                                                             | 15.54    | مريم نوروزي (IRI)                                            | 12.47       | سنا دادرس (IRI)                         | 11.46     |
| الخماسي           | سبيده توكلي (IRI)                                                                   | 4038 ر.و | ألكساندرا يوركفسكايا (UZB)                                   | 3858        | إيرينا فيليخانوفا (TKM)                 | 3730      |

## جدول الميداليات
*   البلد المضيف (Host nation)
| المرتبة | فريق           | ذهبية | فضية | برونزية | المجموع |
| ------- | -------------- | ----- | ---- | ------- | ------- |
| 1       | كازاخستان      | 7     | 4    | 1       | 12      |
| 2       | إيران*         | 5     | 9    | 10      | 24      |
| 3       | قطر            | 4     | 3    | 2       | 9       |
| 4       | الصين          | 3     | 2    | 1       | 6       |
| 5       | الكويت         | 3     | 1    | 2       | 6       |
| 6       | أوزبكستان      | 2     | 1    | 0       | 3       |
| 7       | سريلانكا       | 1     | 0    | 3       | 4       |
| 7       | فيتنام         | 1     | 0    | 3       | 4       |
| 9       | الهند          | 0     | 4    | 2       | 6       |
| 10      | قرغيزستان      | 0     | 1    | 0       | 1       |
| 10      | تايبيه الصينية | 0     | 1    | 0       | 1       |
| 12      | تركمانستان     | 0     | 0    | 2       | 2       |
| 13      | اليابان        | 0     | 0    | 1       | 1       |
| المجموع | المجموع        | 26    | 26   | 27      | 79      |

## الدول المشاركة
<div style="-moz-column-count:
- أفغانستان (2)
- بنغلاديش (5)
- الصين (12)
- تايبيه الصينية (2)
- هونغ كونغ (7)
- الهند (13)
- إيران (67)
- العراق (-)
- اليابان (6)
- كازاخستان (25)
- الكويت (19)
- قرغيزستان (5)
- لبنان (6)
- ماكاو (5)
- ماليزيا (2)
- عُمان (5)
- باكستان (6)
- قطر (12)
- سريلانكا (5)
- تركمانستان (5)
- أوزبكستان (10)
- فيتنام (3)

-webkit-column-count
- أفغانستان (2)
- بنغلاديش (5)
- الصين (12)
- تايبيه الصينية (2)
- هونغ كونغ (7)
- الهند (13)
- إيران (67)
- العراق (-)
- اليابان (6)
- كازاخستان (25)
- الكويت (19)
- قرغيزستان (5)
- لبنان (6)
- ماكاو (5)
- ماليزيا (2)
- عُمان (5)
- باكستان (6)
- قطر (12)
- سريلانكا (5)
- تركمانستان (5)
- أوزبكستان (10)
- فيتنام (3)

column-count
- أفغانستان (2)
- بنغلاديش (5)
- الصين (12)
- تايبيه الصينية (2)
- هونغ كونغ (7)
- الهند (13)
- إيران (67)
- العراق (-)
- اليابان (6)
- كازاخستان (25)
- الكويت (19)
- قرغيزستان (5)
- لبنان (6)
- ماكاو (5)
- ماليزيا (2)
- عُمان (5)
- باكستان (6)
- قطر (12)
- سريلانكا (5)
- تركمانستان (5)
- أوزبكستان (10)
- فيتنام (3);">{{{2}}}

## وصلات خارجية
- الموقع الرسمي لاتحاد ألعاب القوى الآسيوي